# 何育杰

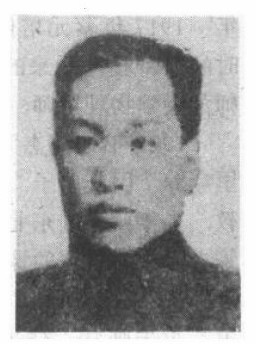
何育杰

何育杰（1882年—1939年1月19日）。字吟苜，浙江宁波人，中国早期物理学家、教育家。

## 生平
1882年，生于慈溪（今宁波市慈城镇）。1893年，11岁，父亲逝世。
1897年，15岁，考中秀才。1898年，就读于中西储才学堂（今宁波中学），为第一批学生之一。1902年，以优异成绩考入京师大学堂（今北京大学）。
1904年，由京师大学堂派出，赴英国留学。先后就读于英国维多利亚大学和曼彻斯特大学，攻读物理学。1907年，获英国曼彻斯特大学理学硕士学位。
1909年，回国，先后任教于京师大学堂、北京大学、北京师范大学、东北大学。

## 家庭
父何麟祥，光绪二年（1876年）中举人，先后任江西省新喻知县，贵溪知县。

## 著作
- 1914年，主编中国第一部高等教育物理学教材
- 《波动力学通论》（译著）
- 《自然之机构》（译著）
- 《物质与量子》（译著）

## 纪念
1940年，中国科学社设立“何育杰教授物理学纪念奖金”，以纪念何育杰。

## 评论
- “在国内开始做物理学研究，不过是近几年来的事。但是科学研究，能在我们这片荒土上滋生结实，决非事出偶然。探根溯源，盖多赖几位物理学界的先进，惨淡经营，经过一个颇长而极富有意义的预备时期，始有今日的局面。前清末年我国大学里就有高等物理的课程，夏元瑮、何育杰诸人就是我国最早且最好的物理大师。他们设帐至今垂二十多年，诱掖有方，始终不懈。”——严济慈 1935年